# Donaufestival
Donaufestival je multižánrový hudební festival, jehož první ročník se konal v roce 1988. Financován byl spolkovou zemí Dolní Rakousy a je pořádán vždy ve dvou víkendech v dubnu či květnu v Kremži. Představují se zde hudebníci různých řánrů, například experimentální, elektronické hudby nebo post-rocku. Vystupovali zde například Alvin Curran (2005), Current 93 (2007), Sonic Youth (2009), John Cale (2011) a Robert Henke (2014).